# Liste der Nummer-eins-Hits in Belgien (2014)
Dies ist eine Liste der Nummer-eins-Hits in Belgien im Jahr 2014. Für die niederländischsprachigen Landesteile (Flandern) und die französischsprachigen Landesteile (Wallonie) werden getrennte Charts ermittelt. Veröffentlicht werden die Charts von Ultratop, das auf Initiative der Belgian Entertainment Association (BEA), der Vereinigung der Musik-, Film- und Spieleindustrie des Landes, entstanden ist.

## Flandern

### Singles
| ← 2013 ← | Liste der Nummer-eins-Hits in Belgien (Flandern) | Liste der Nummer-eins-Hits in Belgien (Flandern)                                              | Liste der Nummer-eins-Hits in Belgien (Flandern)                                                       | 2015 → |
| \| Zeitraum \| Wo. ges. \| Interpret \| Titel Autor(en) \| Zusätzliche Informationen \| \| (Zeitraum, Wochen auf Platz eins, Interpret, Titel, Autor[en], zusätzliche Informationen) \| \| \| \| \| \| ----------------------------------------------------------------------------------------- \| -------- \| --------------------------------------------------------------------------------------------- \| ------------------------------------------------------------------------------------------------------ \| ------------------------------------------------------------------------------------------------------------------------------------------------------------------------------------------------------------------ \| \| 14. Dezember 2013 – 3. Januar 2014 3 Wochen \| 3 \| Marco Borsato met Jada Borsato feat. Willem Frederiks & Lange Frans, Day Ewbank & John Ewbank \| Samen voor altijd John Ewbank, Day Ewbank, Lange Frans \| Das Vater-Kind-Duett wurde von Marco Borsato und seiner Tochter Jada sowie dem Rapper Lange Frans und seinem Sohn Willem gesungen und von Songwriter John Ewbank und dessen Tochter Day auf dem Klavier begleitet. \| \| 4. Januar 2014 – 10. Januar 2014 1 Woche (insgesamt 3) \| 3 \| Klingande \| Jubel Cédric Steinmyller, Edgar Catry \| – \| \| 11. Januar 2014 – 17. Januar 2014 1 Woche (insgesamt 8) \| 8 \| Pharrell Williams \| Happy Pharrell Williams \| – \| \| 18. Januar 2014 – 24. Januar 2014 1 Woche (insgesamt 3) \| 3 \| Klingande \| Jubel Cédric Steinmyller, Edgar Catry \| – \| \| 25. Januar 2014 – 31. Januar 2014 1 Woche (insgesamt 8) \| 8 \| Pharrell Williams \| Happy Pharrell Williams \| – \| \| 1. Februar 2014 – 7. Februar 2014 1 Woche (insgesamt 3) \| 3 \| Klingande \| Jubel Cédric Steinmyller, Edgar Catry \| – \| \| 8. Februar 2014 – 28. Februar 2014 3 Wochen (insgesamt 8) \| 8 \| Pharrell Williams \| Happy Pharrell Williams \| – \| \| 1. März 2014 – 14. März 2014 2 Wochen (insgesamt 3) \| 3 \| Katy Perry feat. Juicy J \| Dark Horse Max Martin, Lukasz Gottwald, Jordan Houston, Katy Perry, Henry Walter, Sarah Theresa Hudson \| – \| \| 15. März 2014 – 21. März 2014 1 Woche (insgesamt 8) \| 8 \| Pharrell Williams \| Happy Pharrell Williams \| – \| \| 22. März 2014 – 28. März 2014 1 Woche (insgesamt 3) \| 3 \| Katy Perry feat. Juicy J \| Dark Horse Max Martin, Lukasz Gottwald, Jordan Houston, Katy Perry, Henry Walter, Sarah Theresa Hudson \| – \| \| 29. März 2014 – 11. April 2014 2 Wochen (insgesamt 8) \| 8 \| Pharrell Williams \| Happy Pharrell Williams \| – \| \| 12. April 2014 – 25. April 2014 2 Wochen \| 2 \| A Great Big World feat. Christina Aguilera \| Say Something Mike Campbell, Ian Axel, Chad Vaccarino \| – \| \| 26. April 2014 – 16. Mai 2014 3 Wochen (insgesamt 5) \| 5 \| Mr. Probz \| Waves (Robin Schulz Remix) Dennis Princewell Stehr \| – \| \| 17. Mai 2014 – 23. Mai 2014 1 Woche \| 1 \| The Common Linnets \| Calm After the Storm Rob Crosby, Ilse DeLange, Jan Bart Meijers, Jake Etheridge, Matthew Crosby \| – \| \| 24. Mai 2014 – 6. Juni 2014 2 Wochen (insgesamt 5) \| 5 \| Mr. Probz \| Waves (Robin Schulz Remix) Dennis Princewell Stehr \| – \| \| 7. Juni 2014 – 27. Juni 2014 3 Wochen \| 3 \| Kiesza \| Hideaway Rami Samir Afuni, Kiesa Rae Ellestad \| – \| \| 28. Juni 2014 – 4. Juli 2014 1 Woche \| 1 \| Netsky feat. Beth Ditto \| Running Low Beth Ditto, Boris Daenen, Takura Tendayi, Zane Lowe \| – \| \| 5. Juli 2014 – 11. Juli 2014 1 Woche \| 1 \| Gunther D \| Dance with the Devils Pieter-Jan Verachtert, Sam Hauglustaine \| Das Lied war 2000 unter dem Titel The 6th Gate ein Nummer-drei-Hit für die D-Devils. \| \| 12. Juli 2014 – 22. August 2014 6 Wochen \| 6 \| Lilly Wood & the Prick and Robin Schulz \| Prayer in C (Robin Schulz Remix) Nili Hadida, Benjamin Cotto \| – \| \| 23. August 2014 – 12. September 2014 3 Wochen \| 3 \| Dotan \| Home Dotan Harpenau \| – \| \| 13. September 2014 – 21. November 2014 10 Wochen \| 10 \| Hozier \| Take Me to Church Andrew Hozier-Byrne \| – \| \| 22. November 2014 – 28. November 2014 1 Woche \| 1 \| Nielson \| Sexy als ik dans Niels Littooij, Don Zwaaneveld, Lodewijk Martens, Matthijs de Ronden \| – \| \| 29. November 2014 – 5. Dezember 2014 1 Woche \| 1 \| Band Aid 30 \| Do They Know It’s Christmas? Bob Geldof, Midge Ure \| – \| \| 6. Dezember 2014 – 9. Januar 2015 5 Wochen \| 5 \| Lost Frequencies \| Are You with Me Tommy Lee James, Shane McAnally, Terry McBride \| Eine weitere Deep-House-Neuauflage verhilft dem Brüsseler DJ zu seinem ersten Hit; das zwei Jahre alte Original stammt von Countrysänger Easton Corbin. \| |                                                  |                                                                                               | | |
| ← 2013 |                                                  |                                                                                               | | → 2015 → |
| Zeitraum | Wo. ges.                                         | Interpret                                                                                     | Titel Autor(en)                                                                                        | Zusätzliche Informationen |
| (Zeitraum, Wochen auf Platz eins, Interpret, Titel, Autor[en], zusätzliche Informationen) |                                                  |                                                                                               | | |
| 14. Dezember 2013 – 3. Januar 2014 3 Wochen | 3                                                | Marco Borsato met Jada Borsato feat. Willem Frederiks & Lange Frans, Day Ewbank & John Ewbank | Samen voor altijd John Ewbank, Day Ewbank, Lange Frans                                                 | Das Vater-Kind-Duett wurde von Marco Borsato und seiner Tochter Jada sowie dem Rapper Lange Frans und seinem Sohn Willem gesungen und von Songwriter John Ewbank und dessen Tochter Day auf dem Klavier begleitet. |
| 4. Januar 2014 – 10. Januar 2014 1 Woche (insgesamt 3) | 3                                                | Klingande                                                                                     | Jubel Cédric Steinmyller, Edgar Catry                                                                  | – |
| 11. Januar 2014 – 17. Januar 2014 1 Woche (insgesamt 8) | 8                                                | Pharrell Williams                                                                             | Happy Pharrell Williams                                                                                | – |
| 18. Januar 2014 – 24. Januar 2014 1 Woche (insgesamt 3) | 3                                                | Klingande                                                                                     | Jubel Cédric Steinmyller, Edgar Catry                                                                  | – |
| 25. Januar 2014 – 31. Januar 2014 1 Woche (insgesamt 8) | 8                                                | Pharrell Williams                                                                             | Happy Pharrell Williams                                                                                | – |
| 1. Februar 2014 – 7. Februar 2014 1 Woche (insgesamt 3) | 3                                                | Klingande                                                                                     | Jubel Cédric Steinmyller, Edgar Catry                                                                  | – |
| 8. Februar 2014 – 28. Februar 2014 3 Wochen (insgesamt 8) | 8                                                | Pharrell Williams                                                                             | Happy Pharrell Williams                                                                                | – |
| 1. März 2014 – 14. März 2014 2 Wochen (insgesamt 3) | 3                                                | Katy Perry feat. Juicy J                                                                      | Dark Horse Max Martin, Lukasz Gottwald, Jordan Houston, Katy Perry, Henry Walter, Sarah Theresa Hudson | – |
| 15. März 2014 – 21. März 2014 1 Woche (insgesamt 8) | 8                                                | Pharrell Williams                                                                             | Happy Pharrell Williams                                                                                | – |
| 22. März 2014 – 28. März 2014 1 Woche (insgesamt 3) | 3                                                | Katy Perry feat. Juicy J                                                                      | Dark Horse Max Martin, Lukasz Gottwald, Jordan Houston, Katy Perry, Henry Walter, Sarah Theresa Hudson | – |
| 29. März 2014 – 11. April 2014 2 Wochen (insgesamt 8) | 8                                                | Pharrell Williams                                                                             | Happy Pharrell Williams                                                                                | – |
| 12. April 2014 – 25. April 2014 2 Wochen | 2                                                | A Great Big World feat. Christina Aguilera                                                    | Say Something Mike Campbell, Ian Axel, Chad Vaccarino                                                  | – |
| 26. April 2014 – 16. Mai 2014 3 Wochen (insgesamt 5) | 5                                                | Mr. Probz                                                                                     | Waves (Robin Schulz Remix) Dennis Princewell Stehr                                                     | – |
| 17. Mai 2014 – 23. Mai 2014 1 Woche | 1                                                | The Common Linnets                                                                            | Calm After the Storm Rob Crosby, Ilse DeLange, Jan Bart Meijers, Jake Etheridge, Matthew Crosby        | – |
| 24. Mai 2014 – 6. Juni 2014 2 Wochen (insgesamt 5) | 5                                                | Mr. Probz                                                                                     | Waves (Robin Schulz Remix) Dennis Princewell Stehr                                                     | – |
| 7. Juni 2014 – 27. Juni 2014 3 Wochen | 3                                                | Kiesza                                                                                        | Hideaway Rami Samir Afuni, Kiesa Rae Ellestad                                                          | – |
| 28. Juni 2014 – 4. Juli 2014 1 Woche | 1                                                | Netsky feat. Beth Ditto                                                                       | Running Low Beth Ditto, Boris Daenen, Takura Tendayi, Zane Lowe                                        | – |
| 5. Juli 2014 – 11. Juli 2014 1 Woche | 1                                                | Gunther D                                                                                     | Dance with the Devils Pieter-Jan Verachtert, Sam Hauglustaine                                          | Das Lied war 2000 unter dem Titel The 6th Gate ein Nummer-drei-Hit für die D-Devils. |
| 12. Juli 2014 – 22. August 2014 6 Wochen | 6                                                | Lilly Wood & the Prick and Robin Schulz                                                       | Prayer in C (Robin Schulz Remix) Nili Hadida, Benjamin Cotto                                           | – |
| 23. August 2014 – 12. September 2014 3 Wochen | 3                                                | Dotan                                                                                         | Home Dotan Harpenau                                                                                    | – |
| 13. September 2014 – 21. November 2014 10 Wochen | 10                                               | Hozier                                                                                        | Take Me to Church Andrew Hozier-Byrne                                                                  | – |
| 22. November 2014 – 28. November 2014 1 Woche | 1                                                | Nielson                                                                                       | Sexy als ik dans Niels Littooij, Don Zwaaneveld, Lodewijk Martens, Matthijs de Ronden                  | – |
| 29. November 2014 – 5. Dezember 2014 1 Woche | 1                                                | Band Aid 30                                                                                   | Do They Know It’s Christmas? Bob Geldof, Midge Ure                                                     | – |
| 6. Dezember 2014 – 9. Januar 2015 5 Wochen | 5                                                | Lost Frequencies                                                                              | Are You with Me Tommy Lee James, Shane McAnally, Terry McBride                                         | Eine weitere Deep-House-Neuauflage verhilft dem Brüsseler DJ zu seinem ersten Hit; das zwei Jahre alte Original stammt von Countrysänger Easton Corbin.                                                            |

### Alben
| ← 2013 ← | Liste der Nummer-eins-Hits in Belgien (Flandern) | Liste der Nummer-eins-Hits in Belgien (Flandern) | Liste der Nummer-eins-Hits in Belgien (Flandern) | 2015 → |
| \| Zeitraum \| Wo. ges. \| Interpret \| Titel \| Zusätzliche Informationen \| \| (Zeitraum, Wochen auf Platz eins, Interpret, Titel, zusätzliche Informationen) \| \| \| \| \| \| ------------------------------------------------------------------------------ \| -------- \| ------------------- \| -------------------------------------- \| -------------------------------------------------------------------------------------------------------------------------------------------------------------------------------------------------------------------------------------------------------------------------------------------------------------------------------------------------------- \| \| 14. Dezember 2013 – 17. Januar 2014 5 Wochen (insgesamt 19) \| 19 \| Stromae \| Racine carrée \| – \| \| 18. Januar 2014 – 31. Januar 2014 2 Wochen \| 2 \| Bruce Springsteen \| High Hopes \| – \| \| 1. Februar 2014 – 14. März 2014 6 Wochen (insgesamt 19) \| 19 \| Stromae \| Racine carrée \| – \| \| 15. März 2014 – 21. März 2014 1 Woche \| 1 \| Pharrell Williams \| Girl \| – \| \| 22. März 2014 – 28. März 2014 1 Woche \| 1 \| Admiral Freebee \| The Great Scam \| – \| \| 29. März 2014 – 4. April 2014 1 Woche \| 1 \| Elbow \| The Take Off and Landing of Everything \| – \| \| 5. April 2014 – 11. April 2014 1 Woche \| 1 \| Novastar \| Inside Outside \| – \| \| 12. April 2014 – 18. April 2014 1 Woche \| 1 \| Milow \| Silver Linings \| – \| \| 19. April 2014 – 25. April 2014 1 Woche \| 1 \| Arsenal \| Furu \| – \| \| 26. April 2014 – 16. Mai 2014 3 Wochen \| 3 \| Triggerfinger \| By Absence of the Sun \| – \| \| 17. Mai 2014 – 23. Mai 2014 1 Woche \| 1 \| Michael Jackson \| Xscape \| – \| \| 24. Mai 2014 – 27. Juni 2014 5 Wochen (insgesamt 6) \| 6 \| Coldplay \| Ghost Stories \| – \| \| 28. Juni 2014 – 4. Juli 2014 1 Woche \| 1 \| Lana Del Rey \| Ultraviolence \| – \| \| 5. Juli 2014 – 11. Juli 2014 1 Woche (insgesamt 6) \| 6 \| Coldplay \| Ghost Stories \| – \| \| 12. Juli 2014 – 18. Juli 2014 1 Woche \| 1 \| 5 Seconds of Summer \| 5 Seconds of Summer \| – \| \| 19. Juli 2014 – 25. Juli 2014 1 Woche (insgesamt 19) \| 19 \| Stromae \| Racine carrée \| – \| \| 26. Juli 2014 – 22. August 2014 4 Wochen \| 4 \| Christoff \| Altijd onderweg \| – \| \| 23. August 2014 – 29. August 2014 1 Woche (insgesamt 19) \| 19 \| Stromae \| Racine carrée \| – \| \| 30. August 2014 – 5. September 2014 1 Woche (insgesamt 4) \| 4 \| Oscar and the Wolf \| Entity \| – \| \| 6. September 2014 – 12. September 2014 1 Woche \| 1 \| Ariana Grande \| My Everything \| – \| \| 13. September 2014 – 26. September 2014 2 Wochen \| 2 \| Magnus \| Where Neon Goes to Die \| – \| \| 27. September 2014 – 3. Oktober 2014 1 Woche \| 1 \| Gabriel Ríos \| This Marauder's Midnight \| – \| \| 4. Oktober 2014 – 10. Oktober 2014 1 Woche \| 1 \| Leonard Cohen \| Popular Problems \| – \| \| 11. Oktober 2014 – 7. November 2014 4 Wochen \| 4 \| Bart Peeters \| Op de groei \| Das siebte Album des Fernsehmoderators in zwölf Jahren ist das zweite, das Platz 1 erreicht \| \| 8. November 2014 – 14. November 2014 1 Woche \| 1 \| Taylor Swift \| 1989 \| – \| \| 15. November 2014 – 21. November 2014 1 Woche \| 1 \| Pink Floyd \| The Endless River \| – \| \| 22. November 2014 – 28. November 2014 1 Woche \| 1 \| Foo Fighters \| Sonic Highways \| – \| \| 29. November 2014 – 5. Dezember 2014 1 Woche \| 1 \| One Direction \| Four \| – \| \| 6. Dezember 2014 – 26. Dezember 2014 3 Wochen (insgesamt 4) \| 4 \| AC/DC \| Rock or Bust \| – \| \| 27. Dezember 2014 – 2. Januar 2015 1 Woche \| 1 \| Soundtrack \| Safety First \| Safety First ist eine Comedy-Serie über vier dumme Sicherheitsagenten, die der Fernsehsender VTM 2013 erstmals ausstrahlte und eine enorme Popularität entwickelte. Der Soundtrack umfasst viele bekannte Hits vergangener Jahrzehnte, insbesondere aus den achtziger Jahren. Als Bonustrack ist der Titelsong Dedication von Mauro Pawlowski enthalten. \| |                                                  |                                                  |                                                  | |
| ← 2013 |                                                  |                                                  |                                                  | → 2015 → |
| Zeitraum | Wo. ges.                                         | Interpret                                        | Titel                                            | Zusätzliche Informationen |
| (Zeitraum, Wochen auf Platz eins, Interpret, Titel, zusätzliche Informationen) |                                                  |                                                  |                                                  | |
| 14. Dezember 2013 – 17. Januar 2014 5 Wochen (insgesamt 19) | 19                                               | Stromae                                          | Racine carrée                                    | – |
| 18. Januar 2014 – 31. Januar 2014 2 Wochen | 2                                                | Bruce Springsteen                                | High Hopes                                       | – |
| 1. Februar 2014 – 14. März 2014 6 Wochen (insgesamt 19) | 19                                               | Stromae                                          | Racine carrée                                    | – |
| 15. März 2014 – 21. März 2014 1 Woche | 1                                                | Pharrell Williams                                | Girl                                             | – |
| 22. März 2014 – 28. März 2014 1 Woche | 1                                                | Admiral Freebee                                  | The Great Scam                                   | – |
| 29. März 2014 – 4. April 2014 1 Woche | 1                                                | Elbow                                            | The Take Off and Landing of Everything           | – |
| 5. April 2014 – 11. April 2014 1 Woche | 1                                                | Novastar                                         | Inside Outside                                   | – |
| 12. April 2014 – 18. April 2014 1 Woche | 1                                                | Milow                                            | Silver Linings                                   | – |
| 19. April 2014 – 25. April 2014 1 Woche | 1                                                | Arsenal                                          | Furu                                             | – |
| 26. April 2014 – 16. Mai 2014 3 Wochen | 3                                                | Triggerfinger                                    | By Absence of the Sun                            | – |
| 17. Mai 2014 – 23. Mai 2014 1 Woche | 1                                                | Michael Jackson                                  | Xscape                                           | – |
| 24. Mai 2014 – 27. Juni 2014 5 Wochen (insgesamt 6) | 6                                                | Coldplay                                         | Ghost Stories                                    | – |
| 28. Juni 2014 – 4. Juli 2014 1 Woche | 1                                                | Lana Del Rey                                     | Ultraviolence                                    | – |
| 5. Juli 2014 – 11. Juli 2014 1 Woche (insgesamt 6) | 6                                                | Coldplay                                         | Ghost Stories                                    | – |
| 12. Juli 2014 – 18. Juli 2014 1 Woche | 1                                                | 5 Seconds of Summer                              | 5 Seconds of Summer                              | – |
| 19. Juli 2014 – 25. Juli 2014 1 Woche (insgesamt 19) | 19                                               | Stromae                                          | Racine carrée                                    | – |
| 26. Juli 2014 – 22. August 2014 4 Wochen | 4                                                | Christoff                                        | Altijd onderweg                                  | – |
| 23. August 2014 – 29. August 2014 1 Woche (insgesamt 19) | 19                                               | Stromae                                          | Racine carrée                                    | – |
| 30. August 2014 – 5. September 2014 1 Woche (insgesamt 4) | 4                                                | Oscar and the Wolf                               | Entity                                           | – |
| 6. September 2014 – 12. September 2014 1 Woche | 1                                                | Ariana Grande                                    | My Everything                                    | – |
| 13. September 2014 – 26. September 2014 2 Wochen | 2                                                | Magnus                                           | Where Neon Goes to Die                           | – |
| 27. September 2014 – 3. Oktober 2014 1 Woche | 1                                                | Gabriel Ríos                                     | This Marauder's Midnight                         | – |
| 4. Oktober 2014 – 10. Oktober 2014 1 Woche | 1                                                | Leonard Cohen                                    | Popular Problems                                 | – |
| 11. Oktober 2014 – 7. November 2014 4 Wochen | 4                                                | Bart Peeters                                     | Op de groei                                      | Das siebte Album des Fernsehmoderators in zwölf Jahren ist das zweite, das Platz 1 erreicht |
| 8. November 2014 – 14. November 2014 1 Woche | 1                                                | Taylor Swift                                     | 1989                                             | – |
| 15. November 2014 – 21. November 2014 1 Woche | 1                                                | Pink Floyd                                       | The Endless River                                | – |
| 22. November 2014 – 28. November 2014 1 Woche | 1                                                | Foo Fighters                                     | Sonic Highways                                   | – |
| 29. November 2014 – 5. Dezember 2014 1 Woche | 1                                                | One Direction                                    | Four                                             | – |
| 6. Dezember 2014 – 26. Dezember 2014 3 Wochen (insgesamt 4) | 4                                                | AC/DC                                            | Rock or Bust                                     | – |
| 27. Dezember 2014 – 2. Januar 2015 1 Woche | 1                                                | Soundtrack                                       | Safety First                                     | Safety First ist eine Comedy-Serie über vier dumme Sicherheitsagenten, die der Fernsehsender VTM 2013 erstmals ausstrahlte und eine enorme Popularität entwickelte. Der Soundtrack umfasst viele bekannte Hits vergangener Jahrzehnte, insbesondere aus den achtziger Jahren. Als Bonustrack ist der Titelsong Dedication von Mauro Pawlowski enthalten. |

## Wallonie

### Singles
| ← 2013 ← | Liste der Nummer-eins-Hits in Belgien (Wallonie) | Liste der Nummer-eins-Hits in Belgien (Wallonie) | Liste der Nummer-eins-Hits in Belgien (Wallonie)                                                                                                 | 2015 → |
| \| Zeitraum \| Wo. ges. \| Interpret \| Titel Autor(en) \| Zusätzliche Informationen \| \| (Zeitraum, Wochen auf Platz eins, Interpret, Titel, Autor[en], zusätzliche Informationen) \| \| \| \| \| \| ----------------------------------------------------------------------------------------- \| -------- \| --------------------------------------------- \| ------------------------------------------------------------------------------------------------------------------------------------------------ \| ---------------------------------------------------------------------------------------------------------------------------------------------------------- \| \| 28. Dezember 2013 – 10. Januar 2014 2 Wochen (insgesamt 5) \| 5 \| Stromae \| Tous les mêmes Paul Van Haver \| – \| \| 11. Januar 2014 – 11. April 2014 13 Wochen (insgesamt 17) \| 17 \| Pharrell Williams \| Happy Pharrell Williams \| – \| \| 12. April 2014 – 25. April 2014 2 Wochen (insgesamt 4) \| 4 \| Milky Chance \| Stolen Dance Clemens Rehbein, Philipp Dausch \| – \| \| 26. April 2014 – 2. Mai 2014 1 Woche (insgesamt 17) \| 17 \| Pharrell Williams \| Happy Pharrell Williams \| – \| \| 3. Mai 2014 – 9. Mai 2014 1 Woche \| 1 \| Coldplay \| Midnight Will Champion, Chris Martin, Guy Berryman, Jonny Buckland \| – \| \| 10. Mai 2014 – 16. Mai 2014 1 Woche \| 1 \| Coldplay \| A Sky Full of Stars Will Champion, Chris Martin, Guy Berryman, Jonny Buckland \| – \| \| 17. Mai 2014 – 6. Juni 2014 3 Wochen (insgesamt 17) \| 17 \| Pharrell Williams \| Happy Pharrell Williams \| – \| \| 7. Juni 2014 – 20. Juni 2014 2 Wochen (insgesamt 4) \| 4 \| Milky Chance \| Stolen Dance Clemens Rehbein, Philipp Dausch \| – \| \| 21. Juni 2014 – 27. Juni 2014 1 Woche \| 1 \| Pitbull feat. Jennifer Lopez & Claudia Leitte \| We Are One (Ole Ola) Jennifer Lopez, Thomas Troelsen, Lukasz Gottwald, Sia Furler, Nadir Khayat, Claudia Leitte, Daniel Murcia, Armando C. Pérez \| – \| \| 28. Juni 2014 – 18. Juli 2014 3 Wochen \| 3 \| Magic System feat. Chawki \| Magic in the Air Salif Traoré, Narcisse Sadoua, Etienne Boué Bi, Adama Fanny, Nadir Khayat, Alex Papaconstantinou, Chawki \| – \| \| 19. Juli 2014 – 31. Oktober 2014 15 Wochen \| 15 \| Lilly Wood & the Prick and Robin Schulz \| Prayer in C (Robin Schulz Remix) Nili Hadida, Benjamin Cotto \| – \| \| 1. November 2014 – 19. Dezember 2014 7 Wochen (insgesamt 9) \| 9 \| David Guetta feat. Sam Martin \| Dangerous David Guetta, Lindy Robbins, Giorgio Tuinfort, Sam Martin, Jason Evigan \| Nach Lovers on the Sun ist dies die zweite erfolgreiche Zusammenarbeit von Guetta und Martin, aber die erste, die auch in Belgien die Chartspitze erreicht \| \| 20. Dezember 2014 – 26. Dezember 2014 1 Woche \| 1 \| Selah Sue \| Alone Sanne Putseys, Sean Fenton \| – \| \| 27. Dezember 2014 – 9. Januar 2015 2 Wochen (insgesamt 9) \| 9 \| David Guetta feat. Sam Martin \| Dangerous David Guetta, Lindy Robbins, Giorgio Tuinfort, Sam Martin, Jason Evigan \| – \| |                                                  |                                                  | | |
| ← 2013 |                                                  |                                                  | | → 2015 → |
| Zeitraum | Wo. ges.                                         | Interpret                                        | Titel Autor(en) | Zusätzliche Informationen |
| (Zeitraum, Wochen auf Platz eins, Interpret, Titel, Autor[en], zusätzliche Informationen) |                                                  |                                                  | | |
| 28. Dezember 2013 – 10. Januar 2014 2 Wochen (insgesamt 5) | 5                                                | Stromae                                          | Tous les mêmes Paul Van Haver | – |
| 11. Januar 2014 – 11. April 2014 13 Wochen (insgesamt 17) | 17                                               | Pharrell Williams                                | Happy Pharrell Williams | – |
| 12. April 2014 – 25. April 2014 2 Wochen (insgesamt 4) | 4                                                | Milky Chance                                     | Stolen Dance Clemens Rehbein, Philipp Dausch | – |
| 26. April 2014 – 2. Mai 2014 1 Woche (insgesamt 17) | 17                                               | Pharrell Williams                                | Happy Pharrell Williams | – |
| 3. Mai 2014 – 9. Mai 2014 1 Woche | 1                                                | Coldplay                                         | Midnight Will Champion, Chris Martin, Guy Berryman, Jonny Buckland                                                                               | – |
| 10. Mai 2014 – 16. Mai 2014 1 Woche | 1                                                | Coldplay                                         | A Sky Full of Stars Will Champion, Chris Martin, Guy Berryman, Jonny Buckland                                                                    | – |
| 17. Mai 2014 – 6. Juni 2014 3 Wochen (insgesamt 17) | 17                                               | Pharrell Williams                                | Happy Pharrell Williams | – |
| 7. Juni 2014 – 20. Juni 2014 2 Wochen (insgesamt 4) | 4                                                | Milky Chance                                     | Stolen Dance Clemens Rehbein, Philipp Dausch | – |
| 21. Juni 2014 – 27. Juni 2014 1 Woche | 1                                                | Pitbull feat. Jennifer Lopez & Claudia Leitte    | We Are One (Ole Ola) Jennifer Lopez, Thomas Troelsen, Lukasz Gottwald, Sia Furler, Nadir Khayat, Claudia Leitte, Daniel Murcia, Armando C. Pérez | – |
| 28. Juni 2014 – 18. Juli 2014 3 Wochen | 3                                                | Magic System feat. Chawki                        | Magic in the Air Salif Traoré, Narcisse Sadoua, Etienne Boué Bi, Adama Fanny, Nadir Khayat, Alex Papaconstantinou, Chawki                        | – |
| 19. Juli 2014 – 31. Oktober 2014 15 Wochen | 15                                               | Lilly Wood & the Prick and Robin Schulz          | Prayer in C (Robin Schulz Remix) Nili Hadida, Benjamin Cotto                                                                                     | – |
| 1. November 2014 – 19. Dezember 2014 7 Wochen (insgesamt 9) | 9                                                | David Guetta feat. Sam Martin                    | Dangerous David Guetta, Lindy Robbins, Giorgio Tuinfort, Sam Martin, Jason Evigan                                                                | Nach Lovers on the Sun ist dies die zweite erfolgreiche Zusammenarbeit von Guetta und Martin, aber die erste, die auch in Belgien die Chartspitze erreicht |
| 20. Dezember 2014 – 26. Dezember 2014 1 Woche | 1                                                | Selah Sue                                        | Alone Sanne Putseys, Sean Fenton | – |
| 27. Dezember 2014 – 9. Januar 2015 2 Wochen (insgesamt 9) | 9                                                | David Guetta feat. Sam Martin                    | Dangerous David Guetta, Lindy Robbins, Giorgio Tuinfort, Sam Martin, Jason Evigan                                                                | – |

### Alben
| ← 2013 ← | Liste der Nummer-eins-Hits in Belgien (Wallonie) | Liste der Nummer-eins-Hits in Belgien (Wallonie) | Liste der Nummer-eins-Hits in Belgien (Wallonie) | 2015 →                    |
| \| Zeitraum \| Wo. ges. \| Interpret \| Titel \| Zusätzliche Informationen \| \| (Zeitraum, Wochen auf Platz eins, Interpret, Titel, zusätzliche Informationen) \| \| \| \| \| \| ------------------------------------------------------------------------------ \| -------- \| ------------------------------ \| ------------------------------ \| ------------------------- \| \| 23. November 2013 – 28. Februar 2014 14 Wochen (insgesamt 37) \| 37 \| Stromae \| Racine carrée \| – \| \| 1. März 2014 – 7. März 2014 1 Woche \| 1 \| Suarez \| En équilibre \| – \| \| 8. März 2014 – 21. März 2014 2 Wochen (insgesamt 37) \| 37 \| Stromae \| Racine carrée \| – \| \| 22. März 2014 – 11. April 2014 3 Wochen \| 3 \| Les Enfoirés \| Bon anniversaire \| – \| \| 12. April 2014 – 2. Mai 2014 3 Wochen (insgesamt 37) \| 37 \| Stromae \| Racine carrée \| – \| \| 3. Mai 2014 – 9. Mai 2014 1 Woche (insgesamt 3) \| 3 \| Indila \| Mini World \| – \| \| 10. Mai 2014 – 16. Mai 2014 1 Woche (insgesamt 37) \| 37 \| Stromae \| Racine carrée \| – \| \| 17. Mai 2014 – 23. Mai 2014 1 Woche \| 1 \| Michael Jackson \| Xscape \| – \| \| 24. Mai 2014 – 20. Juni 2014 4 Wochen \| 4 \| Coldplay \| Ghost Stories \| – \| \| 21. Juni 2014 – 27. Juni 2014 1 Woche \| 1 \| (Verschiedene Interpreten) \| La bande à Renaud \| – \| \| 28. Juni 2014 – 4. Juli 2014 1 Woche \| 1 \| Lana Del Rey \| Ultraviolence \| – \| \| 5. Juli 2014 – 18. Juli 2014 2 Wochen (insgesamt 3) \| 3 \| Indila \| Mini World \| – \| \| 19. Juli 2014 – 29. August 2014 6 Wochen (insgesamt 37) \| 37 \| Stromae \| Racine carrée \| – \| \| 30. August 2014 – 24. Oktober 2014 8 Wochen (insgesamt 15) \| 15 \| Calogero \| Les feux d’artifices \| – \| \| 25. Oktober 2014 – 31. Oktober 2014 1 Woche \| 1 \| U2 \| Songs of Innocence \| – \| \| 1. November 2014 – 14. November 2014 2 Wochen (insgesamt 15) \| 15 \| Calogero \| Les feux d’artifices \| – \| \| 15. November 2014 – 28. November 2014 2 Wochen \| 2 \| Pink Floyd \| The Endless River \| – \| \| 29. November 2014 – 5. Dezember 2014 1 Woche \| 1 \| Johnny Hallyday \| Rester vivant \| – \| \| 6. Dezember 2014 – 12. Dezember 2014 1 Woche \| 1 \| Alain Souchon & Laurent Voulzy \| Alain Souchon & Laurent Voulzy \| – \| \| 13. Dezember 2014 – 19. Dezember 2014 1 Woche \| 1 \| AC/DC \| Rock or Bust \| – \| \| 20. Dezember 2014 – 23. Januar 2015 5 Wochen (insgesamt 15) \| 15 \| Calogero \| Les feux d’artifices \| – \| |                                                  |                                                  |                                                  |                           |
| ← 2013 |                                                  |                                                  |                                                  | → 2015 →                  |
| Zeitraum | Wo. ges.                                         | Interpret                                        | Titel                                            | Zusätzliche Informationen |
| (Zeitraum, Wochen auf Platz eins, Interpret, Titel, zusätzliche Informationen) |                                                  |                                                  |                                                  |                           |
| 23. November 2013 – 28. Februar 2014 14 Wochen (insgesamt 37) | 37                                               | Stromae                                          | Racine carrée                                    | –                         |
| 1. März 2014 – 7. März 2014 1 Woche | 1                                                | Suarez                                           | En équilibre                                     | –                         |
| 8. März 2014 – 21. März 2014 2 Wochen (insgesamt 37) | 37                                               | Stromae                                          | Racine carrée                                    | –                         |
| 22. März 2014 – 11. April 2014 3 Wochen | 3                                                | Les Enfoirés                                     | Bon anniversaire                                 | –                         |
| 12. April 2014 – 2. Mai 2014 3 Wochen (insgesamt 37) | 37                                               | Stromae                                          | Racine carrée                                    | –                         |
| 3. Mai 2014 – 9. Mai 2014 1 Woche (insgesamt 3) | 3                                                | Indila                                           | Mini World                                       | –                         |
| 10. Mai 2014 – 16. Mai 2014 1 Woche (insgesamt 37) | 37                                               | Stromae                                          | Racine carrée                                    | –                         |
| 17. Mai 2014 – 23. Mai 2014 1 Woche | 1                                                | Michael Jackson                                  | Xscape                                           | –                         |
| 24. Mai 2014 – 20. Juni 2014 4 Wochen | 4                                                | Coldplay                                         | Ghost Stories                                    | –                         |
| 21. Juni 2014 – 27. Juni 2014 1 Woche | 1                                                | (Verschiedene Interpreten)                       | La bande à Renaud                                | –                         |
| 28. Juni 2014 – 4. Juli 2014 1 Woche | 1                                                | Lana Del Rey                                     | Ultraviolence                                    | –                         |
| 5. Juli 2014 – 18. Juli 2014 2 Wochen (insgesamt 3) | 3                                                | Indila                                           | Mini World                                       | –                         |
| 19. Juli 2014 – 29. August 2014 6 Wochen (insgesamt 37) | 37                                               | Stromae                                          | Racine carrée                                    | –                         |
| 30. August 2014 – 24. Oktober 2014 8 Wochen (insgesamt 15) | 15                                               | Calogero                                         | Les feux d’artifices                             | –                         |
| 25. Oktober 2014 – 31. Oktober 2014 1 Woche | 1                                                | U2                                               | Songs of Innocence                               | –                         |
| 1. November 2014 – 14. November 2014 2 Wochen (insgesamt 15) | 15                                               | Calogero                                         | Les feux d’artifices                             | –                         |
| 15. November 2014 – 28. November 2014 2 Wochen | 2                                                | Pink Floyd                                       | The Endless River                                | –                         |
| 29. November 2014 – 5. Dezember 2014 1 Woche | 1                                                | Johnny Hallyday                                  | Rester vivant                                    | –                         |
| 6. Dezember 2014 – 12. Dezember 2014 1 Woche | 1                                                | Alain Souchon & Laurent Voulzy                   | Alain Souchon & Laurent Voulzy                   | –                         |
| 13. Dezember 2014 – 19. Dezember 2014 1 Woche | 1                                                | AC/DC                                            | Rock or Bust                                     | –                         |
| 20. Dezember 2014 – 23. Januar 2015 5 Wochen (insgesamt 15) | 15                                               | Calogero                                         | Les feux d’artifices                             | –                         |